# Східний Ачех (регентство)
Регентство Східний Ачех (індонез. Kabupaten Aceh Timur) — регентство в східному спеціальному регіоні Ачех (Нанггрое Ачех Даруссалам) в Індонезії. Він розташований на острові Суматра. Регентство займає площу 6040,60 квадратних кілометрів і мало населення 360 475 за переписом 2010 року та 422 401 за переписом 2020 року.
Регентство межує з Малаккською протокою на північному сході, містом Лангса та регентством Ачех Таміанг на південному сході, регентством Гайо Луес на півдні та регентством Центральний Ачех, регентством Бенер Мерія та регентством Північний Ачех на заході.

## Економіка
Це регентство багате нафтою, більше, ніж регентства Північний Ачех і Ачех Таміанг. У рибальстві зайнято багато людей у регіоні, але мало що експортується; люди залежать від нього для їжі. Головний рибальський центр регентства знаходиться в Ідлі. У регентстві також є кілька харчових заводів, які виробляють тофу, темпе та сушені на сонці бананові чипси. У деяких районах розробляються плантації для виробництва пальмової олії та каучуку, хоча в цьому районі працює лише одна державна компанія (TPN I). Плантації також виробляють какао та шоколад, а в районі Локопа видобувають залізну руду та свинець.

## Адміністративні райони
Регентство адміністративно поділено на двадцять чотири округи (кечатамани), перелічені нижче з їхніми територіями та населенням за даними перепису 2010 року та перепису 2020 року.
| Назва                                | Площа в км 2 | Перепис населення 2010 | Перепис населення 2020 |
| ------------------------------------ | ------------ | ---------------------- | ---------------------- |
| Серба Джаді                          | 2165,66      | 5,766                  | 6,701                  |
| Сімпанг Джерніх                      | 544,63       | 3,397                  | 3626                   |
| Пеунарон                             | 79,74        | 8,206                  | 9,154                  |
| Бірем Баєун                          | 253,68       | 25330                  | 28 710                 |
| Рантау Селамат                       | 159,80       | 11,223                 | 12,372                 |
| Сунгай Рая                           | 159,00       | 10 672                 | 12 672                 |
| Пеуреулак                            | 318,02       | 39,691                 | 46,245                 |
| Пеуреулак Тимур (Східний Пеуреулак)  | 182,70       | 12 601                 | 14 457                 |
| Пеуреулак Барат (Західний Пеуреулак) | 92.30        | 13 633                 | 17,367                 |
| Ранто Пеуреулак                      | 129,00       | 21 945                 | 25 945                 |
| Іді Раєюк                            | 79,60        | 33,136                 | 39,086                 |
| Пеудава                              | 75,90        | 10,274                 | 12 958                 |
| Банда Алам                           | 90,95        | 7,296                  | 8,651                  |
| Іді Тунонг                           | 74,70        | 8,895                  | 11,305                 |
| Дарул Іхсан                          | 54,50        | 5,447                  | 7,343                  |
| Іди Тимур (Східний Іді)              | 55.15        | 5,210                  | 6,762                  |
| Дарул Аман                           | 131,50       | 17 043                 | 20 569                 |
| Нуруссалам                           | 137.07       | 15,308                 | 17 843                 |
| Дарул Фалах                          | 42.40        | 2,902                  | 3,752                  |
| Джулок                               | 234,36       | 23 884                 | 26 835                 |
| Індра Макмур                         | 89.05        | 15,772                 | 16 416                 |
| Панте Бідарі (або Панте Беударі)     | 233,25       | 21 490                 | 25,588                 |
| Сімпанг Улім                         | 123,80       | 18,136                 | 21,136                 |
| Злий на                              | 200,84       | 23,218                 | 26,908                 |
| Підсумки                             | 6040,60      | 360,475                | 422,401                |